# Sergio Telmon
Sergio Telmon (Casalecchio di Reno, 1º novembre 1920 – Bologna, 9 agosto 1995) è stato un giornalista italiano, radiofonico e televisivo.

## Biografia
Figlio di Vittorio Telmon e Margherita Maria Luigia Viale, frequentò il Liceo Ginnasio Luigi Galvani , un istituto classico a Bologna, dove fu compagno di classe di Pier Paolo Pasolini, benché quest'ultimo fosse due anni più giovane, di cui diventò amico.
Membro del comitato direttivo bolognese del Partito d'Azione, dopo l'8 settembre 1943 partecipò attivamente alla Resistenza con il nome di battaglia "Stefano", militando nell'8ª brigata Masia GL. Professore presso il Liceo Giovanni Pico di Mirandola, incitò alla ribellione molti studenti liceali ed intellettuali della bassa modenese. In seguitò cercò di organizzare un gruppo di giovani partigiani sull'Appennino tosco-emiliano. Arrestato dai fascisti, su delazione dello stesso Pasolini - a quel tempo membro del GUF assieme a Giorgio Telmon - fu poi rilasciato dopo la perquisizione della sua casa. Dopo essersi rifugiato a Siena e Firenze, prese parte al Comitato di liberazione nazionale della Toscana, rimanendo in contatto con i partigiani bolognesi a cui fece arrivare armi e radio-trasmittenti. Arrestato nuovamente dai fascisti, venne liberato nel giugno 1944 ed entrò a far parte dell'organizzazione politico-militare fiorentina. Partecipò infine  all'insurrezione per la liberazione di Firenze.
Iniziò la professione giornalistica nella seconda metà degli anni quaranta, prima sulla carta stampata, poi in radio e televisione. Fu protagonista dell'informazione televisiva negli anni settanta e ottanta. Per la Rai fu corrispondente da Londra dal 1961 al 1969, e poi commentatore di politica estera. Dal 1976, per un decennio, è stato corrispondente del Tg1 dagli Stati Uniti d'America.
Oltre all'attività giornalistica, Telmon viene ricordato anche per la sua attività di scrittore, con una serie di pubblicazioni riguardanti fatti e personaggi della politica italiana e internazionale. Di idee repubblicane, è ritenuto il più autorevole biografo di Ugo La Malfa.

## Opere
- Massenzio Masia, Roma, 1986, SBN UBO4071785.
- La Malfa, Milano, Longanesi, 1971, SBN RL10023413.
- Ugo La Malfa: il professore della Repubblica, Milano, Rusconi, 1983, SBN RAV0123965.